# Dalton Gardens
Dalton Gardens és una població dels Estats Units a l'estat d'Idaho. Segons el cens del 2000 tenia 2.278 habitants.

## Demografia
Segons el cens del 2000, Dalton Gardens tenia 2.278 habitants, 833 habitatges, i 684 famílies. La densitat de població era de 369,6 habitants per km².
Dels 833 habitatges en un 31,9% hi vivien nens de menys de 18 anys, en un 72,5% hi vivien parelles casades, en un 6,1% dones solteres, i en un 17,8% no eren unitats familiars. En el 15,4% dels habitatges hi vivien persones soles el 8,2% de les quals corresponia a persones de 65 anys o més que vivien soles. El nombre mitjà de persones vivint en cada habitatge era de 2,73 i el nombre mitjà de persones que vivien en cada família era de 3,04.
Per edats la població es repartia de la següent manera: un 25,7% tenia menys de 18 anys, un 6,1% entre 18 i 24, un 21,7% entre 25 i 44, un 31,4% de 45 a 60 i un 15,1% 65 anys o més.
L'edat mediana era de 43 anys. Per cada 100 dones de 18 o més anys hi havia 98,9 homes.
La renda mediana per habitatge era de 44.559 $ i la renda mediana per família de 47.083 $. Els homes tenien una renda mediana de 41.696 $ mentre que les dones 23.319 $. La renda per capita de la població era de 21.521 $. Aproximadament el 3,3% de les famílies i el 3,4% de la població estaven per davall del llindar de pobresa.

## Poblacions properes
El següent diagrama mostra les poblacions més properes.